# Puntarelle

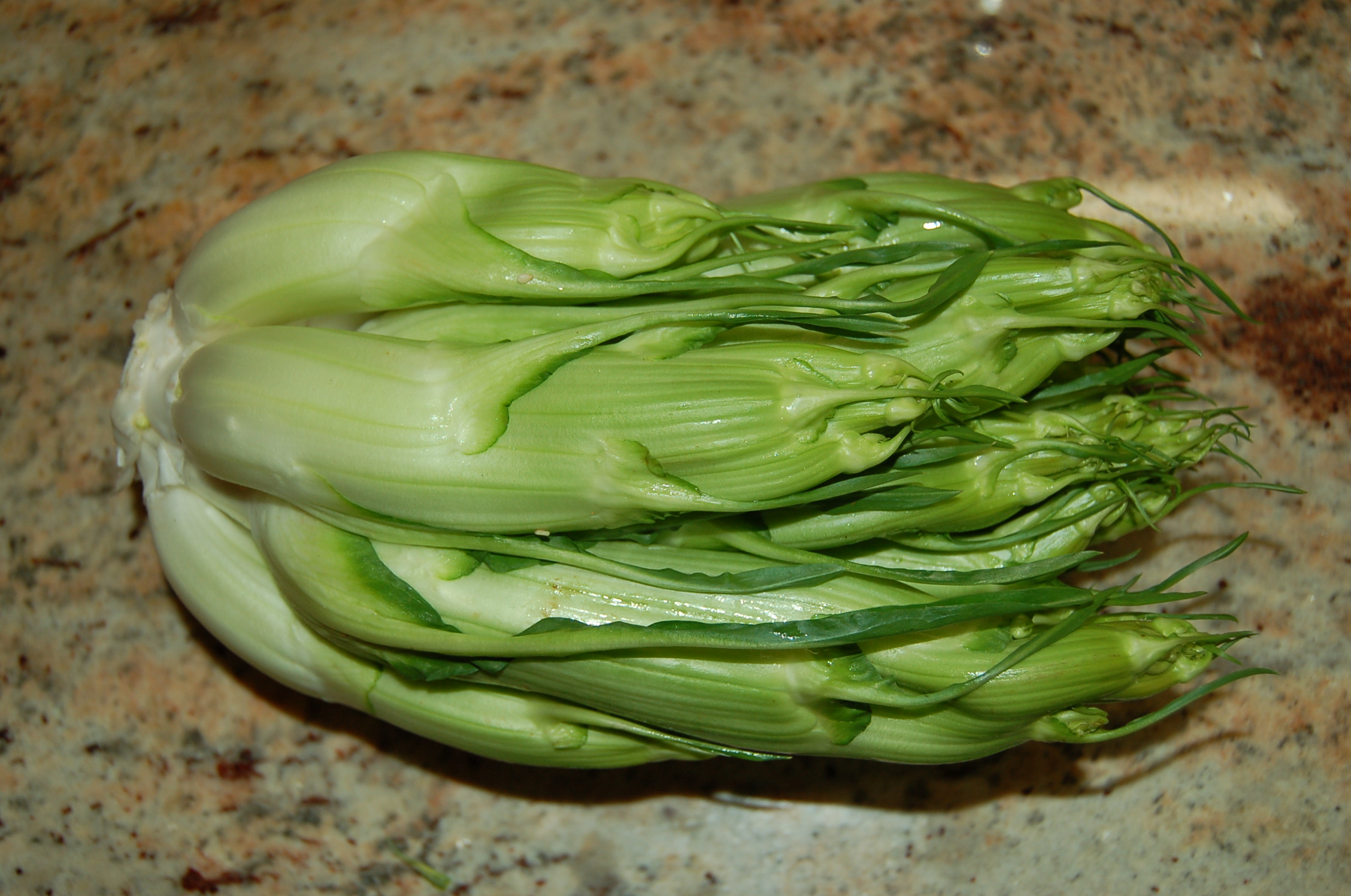
Puntarelle op een markt in Turijn

Puntarelle (Italiaans: cicoria di catalogna of cicoria asparago) is een groente uit de cichoreifamilie, net zoals witlof en roodlof. De groente wordt gekenmerkt door een langgerekte vorm (ongeveer 40–50 cm), lichtgroene stengels en paardenbloemvormige bladeren. De scheuten hebben een licht bittere smaak. De groente wordt veel gebruikt in de keuken rondom Rome.
De groente kan worden geoogst als deze jong is en kan zowel rauw als warm worden verwerkt in gerechten. Een bekende toepassing is in de gelijknamige Romeinse salade. De scheuten worden dan eerst een aantal uur in koud water gelegd waarna ze omkrullen, en dan aangemaakt met een mengsel van olijfolie, ansjovis, knoflook, azijn en zout.

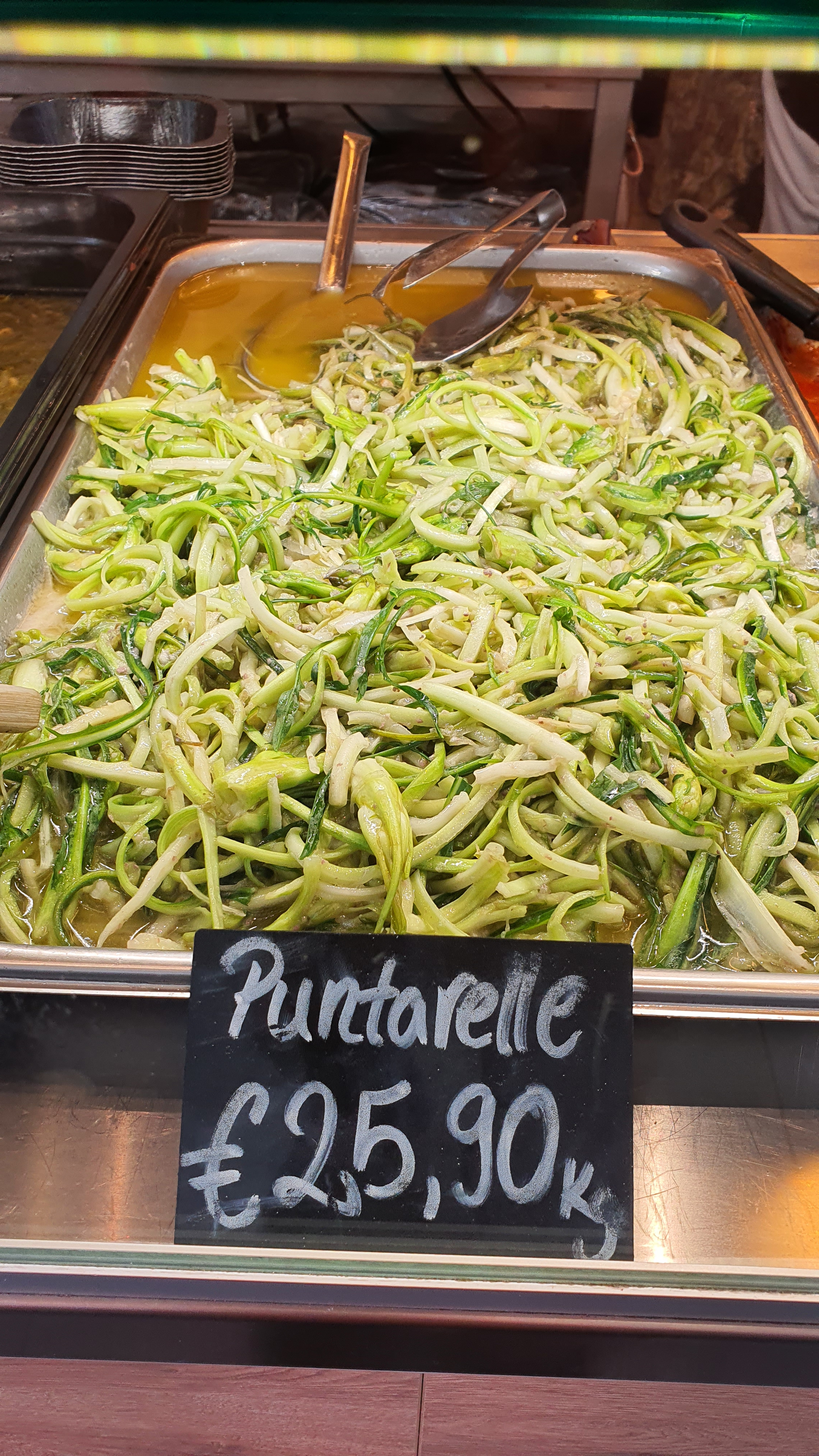
Op de markt in Rome

Puntarelle groeien tussen november en februari. De groente is in Nederland en België lastig verkrijgbaar.